# راشد فهد الرشيد
راشد فهد الرشيد (مواليد 1965) مبارز سيف شيش سعودي. شارك في منافسات الفردي والجماعي في مسابقة مبارزة سيف الشيش دون سيف في دورة الالعاب الاولمبية الصيفية 1984.

## المشاركات

### الألعاب الأولمبية الصيفية
| العام             | المسابقة          | المكان            | المركز            | حدث                        | ملاحظة            |
| ينافس لـ السعودية | ينافس لـ السعودية | ينافس لـ السعودية | ينافس لـ السعودية | ينافس لـ السعودية          | ينافس لـ السعودية |
| ----------------- | ----------------- | ----------------- | ----------------- | -------------------------- | ----------------- |
| 1984              | أولمبياد 1984     | لوس أنجلوس        | 58T               | مبارزة سيف الشيش (الفردي)  |                   |
| 1984              | أولمبياد 1984     | لوس أنجلوس        | 15                | مبارزة سيف الشيش (الجماعي) |                   |

#### تفاصيل

##### منافسات الفردي
| المسابقة         | المكان     | التاريخ      | الدور       | النتيجة                                                       | المركز |
| ---------------- | ---------- | ------------ | ----------- | ------------------------------------------------------------- | ------ |
| مبارزة سيف الشيش | لوس أنجلوس | 7 أغسطس 1984 | الدور الأول | جيري بيرجستروم (السويد) 3 - 5 راشد فهد الرشيد (السعودية)      | 2      |
| مبارزة سيف الشيش | لوس أنجلوس | 7 أغسطس 1984 | الدور الأول | دانيال جيجر (سويسرا) 2 - 5 راشد فهد الرشيد (السعودية)         | 2      |
| مبارزة سيف الشيش | لوس أنجلوس | 7 أغسطس 1984 | الدور الأول | يون نام جين (كوريا الجنوبية) 1 - 5 راشد فهد الرشيد (السعودية) | 2      |
| مبارزة سيف الشيش | لوس أنجلوس | 7 أغسطس 1984 | الدور الأول | مارتين بريل (نيوزيلندا) 4 - 5 راشد فهد الرشيد (السعودية)      | 2      |

## روابط خارجية
- راشد فهد الرشيد على موقع أوليمبيديا (الإنجليزية)